# Période du tableau périodique
Dans le tableau périodique des éléments, une période est une ligne de la table. Les éléments chimiques d'une même période ont le même nombre de couches électroniques. Sept périodes contiennent les 118 éléments observés, et une huitième période hypothétique est postulée.
L'organisation du tableau en lignes nommées périodes et colonnes nommées groupes reflète la périodicité des propriétés physico-chimiques des éléments lorsque le nombre atomique augmente. Les éléments d'un même groupe ont des propriétés semblables malgré une masse atomique différente, alors que les éléments adjacents dans une même période ont une masse similaire mais des propriétés chimiques différentes.

La règle de Klechkowski décrit approximativement l'ordre d'énergie croissante dans lesquelles les sous-couches électroniques sont remplies. Les couches sont numérotées, les sous-couches sont notées s, p, d, f, etc.

La mécanique quantique explique la périodicité des propriétés par l'ordre de remplissage des couches électroniques. Chaque couche est décomposée en sous-couches remplies par ordre d'énergie croissante comme indiqué approximativement dans la figure ci-contre. Chaque ligne y correspond à une couche, caractérisée par le nombre quantique principal des orbitales atomiques occupées par les électrons. Chaque diagonale correspond à une valeur de la somme du nombre quantique principal et du nombre quantique secondaire. Une nouvelle période commence à chaque fois qu'une sous-couche s commence à être remplie. Les propriétés chimiques sont prédites par le nombre d'électrons dans la couche de valence, c'est-à-dire la plus externe des couches partiellement ou totalement remplies.

## Les périodes

### Période 1
| Groupe    | 1   | 18   |
| --------- | --- | ---- |
| Z symbole | 1 H | 2 He |

La période 1 ne comprend que l'hydrogène et l'hélium. Bien qu'ils appartiennent tous deux au bloc s, ils ne présentent pas les mêmes propriétés que les autres éléments de ce bloc. L'hydrogène gagne facilement un électron et n'est pas un métal dans les conditions normales de température et de pression. L'hélium présente les propriétés chimiques d'un gaz noble et, pour cette raison, est rattaché au groupe 18 du tableau périodique.

### Période 2
| Groupe    | 1    | 2    | 13  | 14  | 15  | 16  | 17  | 18    |
| --------- | ---- | ---- | --- | --- | --- | --- | --- | ----- |
| Z symbole | 3 Li | 4 Be | 5 B | 6 C | 7 N | 8 O | 9 F | 10 Ne |

### Période 3
| Groupe    | 1     | 2     | 13    | 14    | 15   | 16   | 17    | 18    |
| --------- | ----- | ----- | ----- | ----- | ---- | ---- | ----- | ----- |
| Z symbole | 11 Na | 12 Mg | 13 Al | 14 Si | 15 P | 16 S | 17 Cl | 18 Ar |

### Période 4
| Groupe    | 1    | 2     | 3     | 4     | 5    | 6     | 7     | 8     | 9     | 10    | 11    | 12    | 13    | 14    | 15    | 16    | 17    | 18    |
| --------- | ---- | ----- | ----- | ----- | ---- | ----- | ----- | ----- | ----- | ----- | ----- | ----- | ----- | ----- | ----- | ----- | ----- | ----- |
| Z symbole | 19 K | 20 Ca | 21 Sc | 22 Ti | 23 V | 24 Cr | 25 Mn | 26 Fe | 27 Co | 28 Ni | 29 Cu | 30 Zn | 31 Ga | 32 Ge | 33 As | 34 Se | 35 Br | 36 Kr |

### Période 5
| Groupe    | 1     | 2     | 3    | 4     | 5     | 6     | 7     | 8     | 9     | 10    | 11    | 12    | 13    | 14    | 15    | 16    | 17   | 18    |
| --------- | ----- | ----- | ---- | ----- | ----- | ----- | ----- | ----- | ----- | ----- | ----- | ----- | ----- | ----- | ----- | ----- | ---- | ----- |
| Z symbole | 37 Rb | 38 Sr | 39 Y | 40 Zr | 41 Nb | 42 Mo | 43 Tc | 44 Ru | 45 Rh | 46 Pd | 47 Ag | 48 Cd | 49 In | 50 Sn | 51 Sb | 52 Te | 53 I | 54 Xe |

### Période 6
| Groupe    | 1     | 2     |       |       |       |       |       |       |       |       |       |       |       |       |       |       | 3     | 4     | 5     | 6    | 7     | 8     | 9     | 10    | 11    | 12    | 13    | 14    | 15    | 16    | 17    | 18    |
| Z symbole | 55 Cs | 56 Ba | 57 La | 58 Ce | 59 Pr | 60 Nd | 61 Pm | 62 Sm | 63 Eu | 64 Gd | 65 Tb | 66 Dy | 67 Ho | 68 Er | 69 Tm | 70 Yb | 71 Lu | 72 Hf | 73 Ta | 74 W | 75 Re | 76 Os | 77 Ir | 78 Pt | 79 Au | 80 Hg | 81 Tl | 82 Pb | 83 Bi | 84 Po | 85 At | 86 Rn |

### Période 7
| Groupe    | 1     | 2     |       |       |       |      |       |       |       |       |       |       |       |        |        |        | 3      | 4      | 5      | 6      | 7      | 8      | 9      | 10     | 11     | 12     | 13     | 14     | 15     | 16     | 17     | 18     |
| Z symbole | 87 Fr | 88 Ra | 89 Ac | 90 Th | 91 Pa | 92 U | 93 Np | 94 Pu | 95 Am | 96 Cm | 97 Bk | 98 Cf | 99 Es | 100 Fm | 101 Md | 102 No | 103 Lr | 104 Rf | 105 Db | 106 Sg | 107 Bh | 108 Hs | 109 Mt | 110 Ds | 111 Rg | 112 Cn | 113 Nh | 114 Fl | 115 Mc | 116 Lv | 117 Ts | 118 Og |

### Périodes 8 et 9
En décembre 2018, aucun élément chimique appartenant à la période 8 du tableau périodique n'avait été observé, et la sensibilité requise pour ce faire était encore hors d'atteinte des technologies existantes. On ignore précisément comment les effets relativistes organisent les éléments au-delà de la 7e période. L'extrapolation par la règle de Klechkowski conduit à identifier un bloc g de 18 éléments, portant la 8e période à 50 éléments :
| Bloc s  | Bloc s  | Bloc g  | Bloc g  | Bloc g  | Bloc g  | Bloc g  | Bloc g  | Bloc g  | Bloc g  | Bloc g  | Bloc g  | Bloc g  | Bloc g  | Bloc g  | Bloc g  | Bloc g  | Bloc g  | Bloc g  | Bloc g  | Bloc f  | Bloc f  | Bloc f  | Bloc f  | Bloc f  | Bloc f  | Bloc f  | Bloc f  | Bloc f  | Bloc f  | Bloc f  | Bloc f  | Bloc f  | Bloc f  | Bloc d  | Bloc d  | Bloc d  | Bloc d  | Bloc d  | Bloc d  | Bloc d  | Bloc d  | Bloc d  | Bloc d  | Bloc p  | Bloc p  | Bloc p  | Bloc p  | Bloc p  | Bloc p  |
| ------- | ------- | ------- | ------- | ------- | ------- | ------- | ------- | ------- | ------- | ------- | ------- | ------- | ------- | ------- | ------- | ------- | ------- | ------- | ------- | ------- | ------- | ------- | ------- | ------- | ------- | ------- | ------- | ------- | ------- | ------- | ------- | ------- | ------- | ------- | ------- | ------- | ------- | ------- | ------- | ------- | ------- | ------- | ------- | ------- | ------- | ------- | ------- | ------- | ------- |
| 119 Uue | 120 Ubn | 121 Ubu | 122 Ubb | 123 Ubt | 124 Ubq | 125 Ubp | 126 Ubh | 127 Ubs | 128 Ubo | 129 Ube | 130 Utn | 131 Utu | 132 Utb | 133 Utt | 134 Utq | 135 Utp | 136 Uth | 137 Uts | 138 Uto | 139 Ute | 140 Uqn | 141 Uqu | 142 Uqb | 143 Uqt | 144 Uqq | 145 Uqp | 146 Uqh | 147 Uqs | 148 Uqo | 149 Uqe | 150 Upn | 151 Upu | 152 Upb | 153 Upt | 154 Upq | 155 Upp | 156 Uph | 157 Ups | 158 Upo | 159 Upe | 160 Uhn | 161 Uhu | 162 Uhb | 163 Uht | 164 Uhq | 165 Uhp | 166 Uhh | 167 Uhs | 168 Uho |

Cependant, de nombreux travaux prenant en compte des effets relativistes affectant les électrons des très gros atomes ont conduit à proposer différents modèles alternatifs. Ainsi, une variante proposée par Fricke et al. en 1971 identifie 20 éléments dans le bloc g et place les éléments 165 et 166 sur la 9e période dans le bloc s, poursuivant avec l'élément 167 dans le bloc p sur cette même période :
| Bloc s  | Bloc s  | Bloc g  | Bloc g  | Bloc g  | Bloc g  | Bloc g  | Bloc g  | Bloc g  | Bloc g  | Bloc g  | Bloc g  | Bloc g  | Bloc g  | Bloc g  | Bloc g  | Bloc g  | Bloc g  | Bloc g  | Bloc g  | Bloc g  | Bloc g  | Bloc f  | Bloc f  | Bloc f  | Bloc f  | Bloc f  | Bloc f  | Bloc f  | Bloc f  | Bloc f  | Bloc f  | Bloc f  | Bloc f  | Bloc f  | Bloc f  | Bloc d  | Bloc d  | Bloc d  | Bloc d  | Bloc d  | Bloc d  | Bloc d  | Bloc d  | Bloc d  | Bloc d  | Bloc p  | Bloc p  | Bloc p  | Bloc p  | Bloc p  | Bloc p  |
| ------- | ------- | ------- | ------- | ------- | ------- | ------- | ------- | ------- | ------- | ------- | ------- | ------- | ------- | ------- | ------- | ------- | ------- | ------- | ------- | ------- | ------- | ------- | ------- | ------- | ------- | ------- | ------- | ------- | ------- | ------- | ------- | ------- | ------- | ------- | ------- | ------- | ------- | ------- | ------- | ------- | ------- | ------- | ------- | ------- | ------- | ------- | ------- | ------- | ------- | ------- | ------- |
| 119 Uue | 120 Ubn | 121 Ubu | 122 Ubb | 123 Ubt | 124 Ubq | 125 Ubp | 126 Ubh | 127 Ubs | 128 Ubo | 129 Ube | 130 Utn | 131 Utu | 132 Utb | 133 Utt | 134 Utq | 135 Utp | 136 Uth | 137 Uts | 138 Uto | 139 Ute | 140 Uqn | 141 Uqu | 142 Uqb | 143 Uqt | 144 Uqq | 145 Uqp | 146 Uqh | 147 Uqs | 148 Uqo | 149 Uqe | 150 Upn | 151 Upu | 152 Upb | 153 Upt | 154 Upq | 155 Upp | 156 Uph | 157 Ups | 158 Upo | 159 Upe | 160 Uhn | 161 Uhu | 162 Uhb | 163 Uht | 164 Uhq |         |         |         |         |         |         |
| 165 Uhp | 166 Uhh |         |         |         |         |         |         |         |         |         |         |         |         |         |         |         |         |         |         |         |         |         |         |         |         |         |         |         |         |         |         |         |         |         |         |         |         |         |         |         |         |         |         |         |         | 167 Uhs | 168 Uho | 169 Uhe | 170 Usn | 171 Usu | 172 Usb |

Pekka Pyykkö affina cette proposition en 2011, distribuant les 172 mêmes éléments de manière non périodique : les éléments 139 et 140 sont ainsi placés entre les éléments 164 et 169, dans le bloc p et non plus dans le bloc g, tandis que les éléments 165 à 168 sont placés sur la 9e période dans les blocs s et p.
| Bloc s  | Bloc s  | Bloc g  | Bloc g  | Bloc g  | Bloc g  | Bloc g  | Bloc g  | Bloc g  | Bloc g  | Bloc g  | Bloc g  | Bloc g  | Bloc g  | Bloc g  | Bloc g  | Bloc g  | Bloc g  | Bloc g  | Bloc g  | Bloc f  | Bloc f  | Bloc f  | Bloc f  | Bloc f  | Bloc f  | Bloc f  | Bloc f  | Bloc f  | Bloc f  | Bloc f  | Bloc f  | Bloc f  | Bloc f  | Bloc d  | Bloc d  | Bloc d  | Bloc d  | Bloc d  | Bloc d  | Bloc d  | Bloc d  | Bloc d  | Bloc d  | Bloc p  | Bloc p  | Bloc p  | Bloc p  | Bloc p  | Bloc p  |
| ------- | ------- | ------- | ------- | ------- | ------- | ------- | ------- | ------- | ------- | ------- | ------- | ------- | ------- | ------- | ------- | ------- | ------- | ------- | ------- | ------- | ------- | ------- | ------- | ------- | ------- | ------- | ------- | ------- | ------- | ------- | ------- | ------- | ------- | ------- | ------- | ------- | ------- | ------- | ------- | ------- | ------- | ------- | ------- | ------- | ------- | ------- | ------- | ------- | ------- |
| 119 Uue | 120 Ubn | 121 Ubu | 122 Ubb | 123 Ubt | 124 Ubq | 125 Ubp | 126 Ubh | 127 Ubs | 128 Ubo | 129 Ube | 130 Utn | 131 Utu | 132 Utb | 133 Utt | 134 Utq | 135 Utp | 136 Uth | 137 Uts | 138 Uto | 141 Uqu | 142 Uqb | 143 Uqt | 144 Uqq | 145 Uqp | 146 Uqh | 147 Uqs | 148 Uqo | 149 Uqe | 150 Upn | 151 Upu | 152 Upb | 153 Upt | 154 Upq | 155 Upp | 156 Uph | 157 Ups | 158 Upo | 159 Upe | 160 Uhn | 161 Uhu | 162 Uhb | 163 Uht | 164 Uhq | 139 Ute | 140 Uqn | 169 Uhe | 170 Usn | 171 Usu | 172 Usb |
| 165 Uhp | 166 Uhh |         |         |         |         |         |         |         |         |         |         |         |         |         |         |         |         |         |         |         |         |         |         |         |         |         |         |         |         |         |         |         |         |         |         |         |         |         |         |         |         |         |         | 167 Uhs | 168 Uho |         |         |         |         |